# Bränning på bål

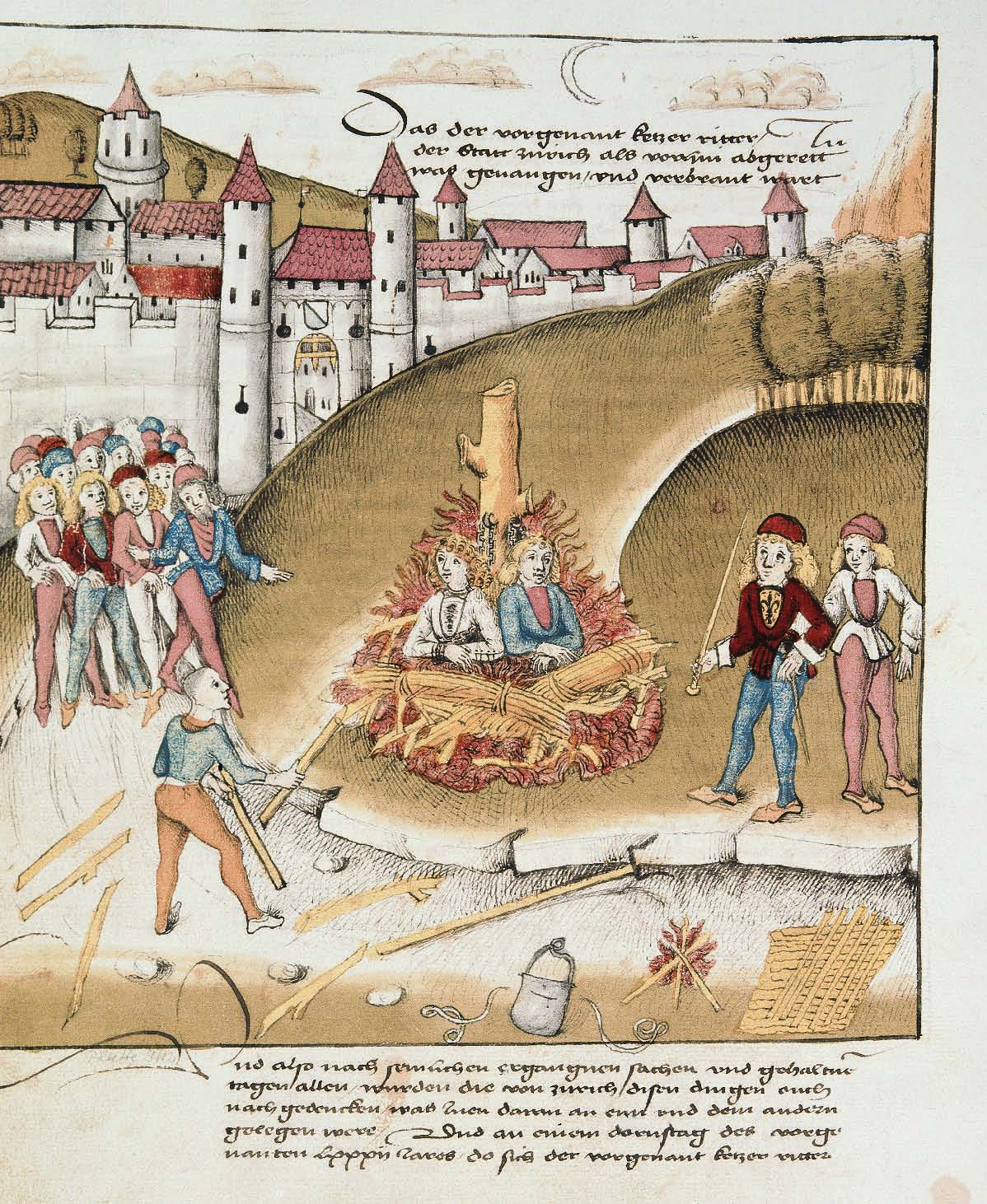
Bränning av riddaren av Hohenberg och hans tjänare framför Zürichs murar, för sodomi, 1482.

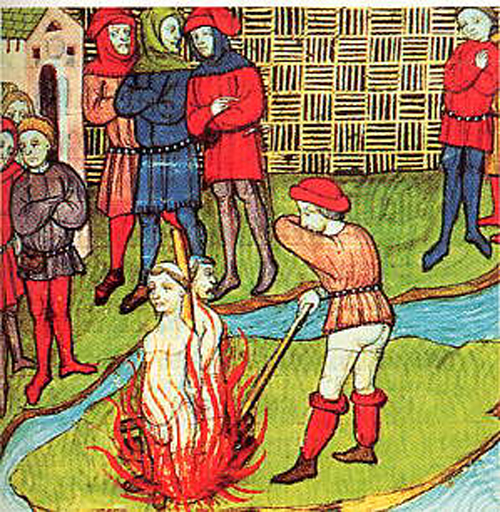
Jacques de Molay och Geoffrey de Charney bränns på bål 1314. Bokmåleri i medeltida handskrift.

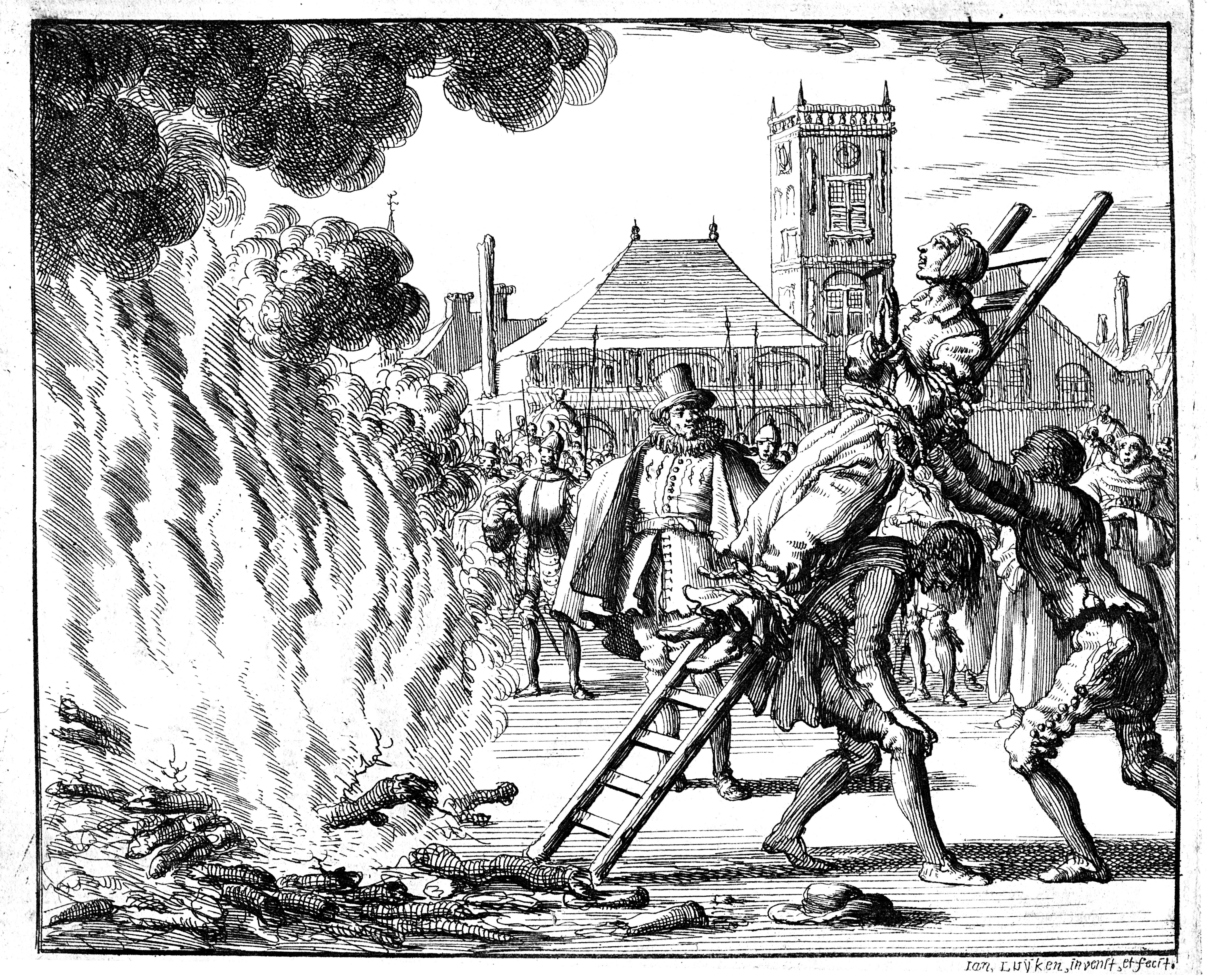
Den 10 november 1571 brändes den frisiska anabaptisten/mennoniten Anneken Hendriks på bål i Amsterdam, hennes mun fylld med krut.

Bränning på bål har använts både som dödsstraff och som begravningsritual. Som dödsstraff förekom det i Europa från medeltiden och fram till slutet av 1700-talet. Det användes som sådan vid kätteri, däribland i samband med häxjakterna under 1500- och 1600-talen, samt för homosexualitet, incest och penningtvätt. Under yngre järnåldern var bränning på bål en begravningsritual i Sverige, något som förekommer i andra kulturer även in i våra dagar.

## Avrättningsmetod
Bränning på bål anses ha varit en ytterst plågsam avrättningsmetod. Viss forskning anger att offret ofta avled eller blev medvetslöst av kolmonoxidförgiftning eller syrebrist innan kroppen började brinna.
Ofta ströps eller halshöggs den dömde före bränningen. Halshuggning före bränningen utfördes inte alltid av humanitära skäl, utan sågs som en skärpning av straffet grundat på religiösa skäl och religiös tro. Länge ansågs inom den kristna tron att kroppen bör vara hel eller odelad vid begravningen eftersom hela kroppen enligt tron var menad att återuppstå på domedagen. Humanitära metoder har emellertid använts för att åtminstone minska smärtan tidsmässigt. 
En metod som också användes i Sverige var att använda krut för att förkorta den dömdes lidande. Man hängde då en krutpåse runt den dömdes hals, eller också placerades en större mängd krut mellan dennes ben.

### Historik
I Europa har bränning på bål främst använts som ett straff för kätteri. Som straff för kätteri är det känt från 1200-talet, och fram till att den sista personen avrättades för kätteri år 1782. Att samma metod sedan användes under avrättningar för häxeri beror på att häxeri ansågs vara en form av kätteri. Även homosexualitet och incest föll liksom häxeri under beteckningen kätteri, och tilldömdes därför samma straff. Homosexuella dömdes till bränning på bål med denna hänvisning, och personer som begått incest dömdes enligt kyrkans doktrin till bålet från åtminstone 1400-talet.

### Storbritannien
I Storbritannien stadgades detta straff också för falskmynteri. Då myntslagning var kungens privilegium i hans egenskap av kung av Guds nåde, det vill säga Guds representant som härskare, ansågs även detta i förlängningen vara kätteri. Detta gällde dock endast för kvinnliga myntförfalskare. Den sista människa som dömdes till levande bränning på bål i Europa var pengaförfalskaren Catherine Murphy i London år 1789.

### Sverige
I Sverige var det sällsynt förekommande att avrätta en människa genom levande bränning på bål. Det verkar vara mycket omtvistat bland forskare hur ofta detta straff exekverades i Sverige, och likaledes har tolkningen av domslut varierat. Vissa menar att det undantaget några ytterst sällsynta fall efter medeltiden knappast existerade, andra med stöd av samtida domslut och saköreslängder, att det inte alls var okänt för vissa brott såsom giftmord, mordbrand, trolldom, barnamord, tidelag och viss form av incest under vissa senare perioder. 

#### Brott
Lagen stadgade detta straff formellt för vissa brott sedan medeltiden, och så sent som 1528 för incest. Olaus Magnus nämner även att straffet implementeras av de lokala kungliga fogdarna i sin källa rörande falskmyntningsbrott år 1500 i Linköping.
Erik XIV:s utfärdade patent till tolkning av landslagen 1563, med tillägget av Mose lag 1608, och detta verkar ha rönt en viss uppgång fram till runt 1635.
En rad sällan nämnda kungliga brev daterade 1578 till 1583, bland annat som svar till en fogde på Öland som anmält att en bonde haft incest med sin systers dotterdotter uttrycker kung Johan III hur han ser på det han kallade "eldsak" vid incest, och i vilka fall man genom böter kunde benåda, "lösa under svärdet", eller utdöma ursprungligt straff.
Samtida dokument visar att Karl IX förespråkade denna dom i svåra fall för att rädda själar från förtappelse och svenska folket från Guds kollektiva vrede. Detta framgår tydligt 1606 i svaret i ett officiellt brev till invånarna i Memmings härad, Östergötland, när de som brukligt försökte lösa en tidelagare från elden. Medan han beordrar verkställande av ursprunglig dom uttrycker han också här att det är bättre att kroppen lider sitt straff än själen blir förtappad och betecknade deras farhågor om missväxt efter bränning som vidskeplig papistisk vantro.  Samma åsikt företräder Karl IX år 1604 i domen mot en samtida kvinna dömd för barnamord där hon givit fostret åt en hund. Häradsborna bön att hon skulle "njuta yxan" i vantron att annars ingen säd skulle växa i häradet om kvinnan brändes vägrades även i detta fall tillmötesgås av Kungl.Maj:t.  Prinsessan Maria Elisabet, sägs också vara en av pådrivarna vid häxprocesserna i Östergötland runt 1615, där detta straff tillsammans med "kontinentala" tortyrmetoder under inflytande av en särskild lag, tycks ha varit det vanliga. 
Även om en man från Stockholm enligt riksregistraturet år 1610 dömdes att brännas levande på bål med de två obesläktade systrar han haft sexuellt umgänge med verkar det enligt vissa forskare under Karl IX:s regentid ha funnits en tendens att mildra straffet till böter för männen vid liknande lägersmål.  Tre skilda domar från olika underrätter 1604, 1608, och 1611 som gick till konungen för slutgiltig bedömning påvisar att medan männen skulle böta upptill 80 daler verkställdes ursprunglig dom för kvinnorna.

#### Praktik
Även om ett antal domslut, bland annat från Stockholms tänkeböcker och vissa häradsrätter är bevarade så tidigt som från sent 1400-tal är det på grund av förlorade domböcker svårt att få fram hur ofta straffet i praktiken exekverades, särskilt under medeltiden och renässansen. Att benådning var mycket vanligt kan man få fram för fall registrerade i samtida saköreslängder där de uppger bötessummor för omvandlade bålstraff, dock inte verkställda avrättningar. 
En aspekt är att en stor mängd domstolsmaterial från medeltiden och Vasatiden gått förlorade. I flera fall har dokument för slutgiltig dom försvunnit, såsom ett förlorat hovrättsutslag i domen mot gotländskan Anna Olofsdotter 1663 för barnafödande i lönndom, där häradsrätten dömt henne till bålet.   År 1642 dömdes Elin i Kvissle till att brännas vid en påle av häradsrätten i Njursunda för trolldom, men hovrätten grep in och friade kvinnan i brist på bevis.
Olika härader och landsändor tycks ha varit olika hårda i utdömning av straff. 
Bålstraffet tycks ha blivit vanligare under Karl IX:s regeringstid med införandet av den mosaiska lagen, åtminstone åren runt 1610. Under 1600-talets allra första decennier var allmogen som uttryckt i rosengrenska lagförslaget Högmålsbalken 17 tvungna att själva bidraga med insamlande av ved till missgärningsmäns bål. Samma kapitel i samma balk uttalar också att bödeln förutom vid tidelagsbrott då konungens fogde på kronans vägnar betalade, skulle av allmogen erhålla tre lod silver för att han "någon i båle bränner".
Att släktingar kunde köpa de dömda fria från bålet för att avrättas med yxa eller svärd framkommer bland annat i en dom från Luleå 1602, där Lars Antonsson och Sara Larsdotters släktingar köpte "däm under yxan". Ett fall från 1583 i samma trakt är när Olof Olovsson från bålet köper fri den kvinna han har begått otukt med efter det hon mördat det efterkommande barnet.

#### Avslut
Det vanligaste och det som några årtionden in på 1600-talet kom att bli nästan fullständig praxis var att häradsdomarna mildrades av högre instans och att man istället brände liket på bål offentligt efter avrättningen. 
I en anteckning i Bechius-Palmcrantz prejudikatsamling framgår det att hovrätten vid tidelagsbrott år 1644 generellt fastställde att den dömde nu skulle halshuggas före bränning, vilket påvisar att straffet innan var en realitet, även om allmogen ofta lyckades köpa den dömda från bålet till ett mildare straff.
Innan den första officiella humaniseringen av dödsstraffet 1644, då en redan pågående återhållsamhet i straffmätningen blev lagstadgad praxis, tycks detta straff att om inte ofta, så kontinuerligt ha använts för särskilt allvarliga brott när myndigheterna ville statuera exempel och upphörde inte fullständigt förrän runt 1690, vilket enstaka incest- och trolldoms domar påvisar.  Ända in på 1660-talet finns bevarade domprotokoll där släktingar eller allmogen, uppenbart omedvetna om en ny straffpraxis, vädjar om benådning till yxan där häradsrätten dömt till bålet, vilket visar hur fruktat straffet var. Kapitel VI i Jan Guillous bok Häxornas försvarare ger en beskrivning av det svenska dödsstraffets humaniseringsprocess och varför bålstraffet omvandlades till halshuggning vid 1600-talets mitt.
Historikern Jonas Lilljequist vid Umeå Universitet som studerat över 1500 domstolsutslag och protokoll relaterade till tidelag menar att levande bränning här var praxis fram till runt senast 1640, och att inga domar till bålet beviljades efter överprövning av hovrätten under senare delen av 1600-talet, då halshuggning blev fullständig praxis. Att samtliga domar till att brännas levande på bålet under häxprocesserna i Bohuslän på 1660-talet blev ändrade till halshuggning av Göta hovrätt visar också tydligt denna mera humana praxis.  Att bålstraffet var en realitet uttrycks på en sällsynt bild på ett försättsblad för Sveriges lands- och stadslag från 1647, där brännande på bål illustreras tillsammans med andra bestraffningssätt.
Den sista gång denna metod, i betydelsen halshuggning följt av bålbränning, förekom i Sverige var i Stockholm år 1829, då Helena Katarina Löv halshöggs och brändes på Skanstull för barnamord. 

#### Fall av levande bränning i Sverige
- 1350 – Visby: Tidericus, för förgiftning; ytterligare mellan nio och fem kan ha avrättats på samma sätt.[13]
- 1402 – Falsterbo : "Falske Olof" bränns under unionstiden för majestätsbrott efter ha utgett sig för att vara drottning Margaretas son[14]
- 1419 – Malmö: Anders Mortensen, under unionstiden blev denne borgmästare offentligt bränd för förfalskning av dokument.[15]
- 1437 – Västerås: Fyra "ansedda" bönder under Pukefejden. Avrättade utanför Västerås slott.
- 1438 – Värmland: Upprorsledarna Torsten Ingelsson och Jösse Hansson på bål efter böndernas uppror i Älvdalen spred sig.[15]
- 1477 – Stockholm : Magnus Olsson dömd för tidelag.[15]
- 1477 – Stockholm: Katarina Eskilsdotter, för mord.
- 1492 – Stockholm: Eric Clauesson, för trolldom, djävulspakt och hedendom.
- 1575 – Stockholm: Joen Pöffvelson för mordbrand.[16]
- 1579 -- Kalmar: På befallning av kung Johan för tidelag, avvisar benådning till halshuggning[17]
- 1580 – Stockholm: Hans Joenssons dömd för mordbrand.[18]
- 1582 – Stockholm: Maise Erichsdotter, dömd för barnamord.[19]
- 1595 – Stockholm: Bärent tunnbindarens hustru Mojken Bärent
- 1603 – Vassunda: Två kvinnor, Märet och Blasius Brita, för trolldom och häxeri under Häxprocessen i Vassunda.
- 1606 – Memmings härad: Man dömd för tidelag. Karl IX vägrar revidera domen till halshuggning trots vädjanden från allmogen.[20][21]
- 1608 – Värmdö: Tidelagare dömd till elden med stöd av Högmålsbalken och Mose bok 3, kunglig mildring avvisas.[3]
- 1608 – Oppunda: Tidelagare dömd till elden den 1 juni enligt Högmålsbalken och förvägras kunglig nåd genom halshuggning.[3]
- 1609 – Brändön:Måns Nilsson död 1609 för upprepade våldtäkter på styvdotter..[22]
- 1609 – Övertorneå: Bonden Per Jönsson i Matarinki by dömd för tidelag.
- 1617 – Finspång: Sju - åtta kvinnor, för trolldom och häxeri,
- 1620 – Finspång: Lussi i Svärstorp för häxeri. Dom fastställd av Svea hovrätt.[23]
- 1629 – Stockholm: Den 16-åriga drängen Olof Nilsson [24]
- 1676 – Stockholm: Malin Matsdotter, för trolldom. Det enda kända fallet från häxprocesserna 1668–1676.
- 1678 – Karlshamn: En man kallad "Piskedala-Ola" dömd av Johan Gyllenstjerna att brännas på bål då denne varit vägvisare åt den danska truppen.[25]

#### Möjliga fall av levande bränning från Sverige
- 1311 – Gottröra: Botulf, för kätteri. Omstritt om han istället blev halshuggen.
- 1484 – Stockholm: Ragnvald Odiakarl, Kyrkostöld. Domslut förlorat men man antar denna dom.[26]
- 1546 – Stockholm: Magdalena, Jörgen Asktappares fru, för mord. Metoden kan dock ha varit levande begravning
- 1589 – Stockholm: Elin Henrickzdotter för barnamord.[27][28]
- 1607 – Skellefteå: Olof Andersson-Tåmfursten dömd för "umgänge" med piga.[29]
- 1609 – Högnalöff: Ingeborg Boggesdotter enligt dokument "avbränt" för trolldom.[30]
- 1611 – Horsnäs: Elin i Horsnäs för trolldom eller giftmord.
- 1614 – Stockholm: Margreta Bertilsdotter för barnamord [31]
- 1635 – Södertälje: Enligt Södertäljes äldsta domböcker dömdes Kerstin Persdotter för både mordbrand, stöld och trolldom till antingen bål eller levande begravning.[32]
- 1660 – Jönköping: Far och dotter för incest.Modern Ingerd Gunnarsdotter vädjar till hovrätten att benåda dem till svärdet. Domslut okänt.[21]
- 1667 – Aska Härad: Elin Andersdotter för barnamord. Allmogen protesterar högljutt om att hon måste benådas till svärdet.[33][34]

## Begravningsritual

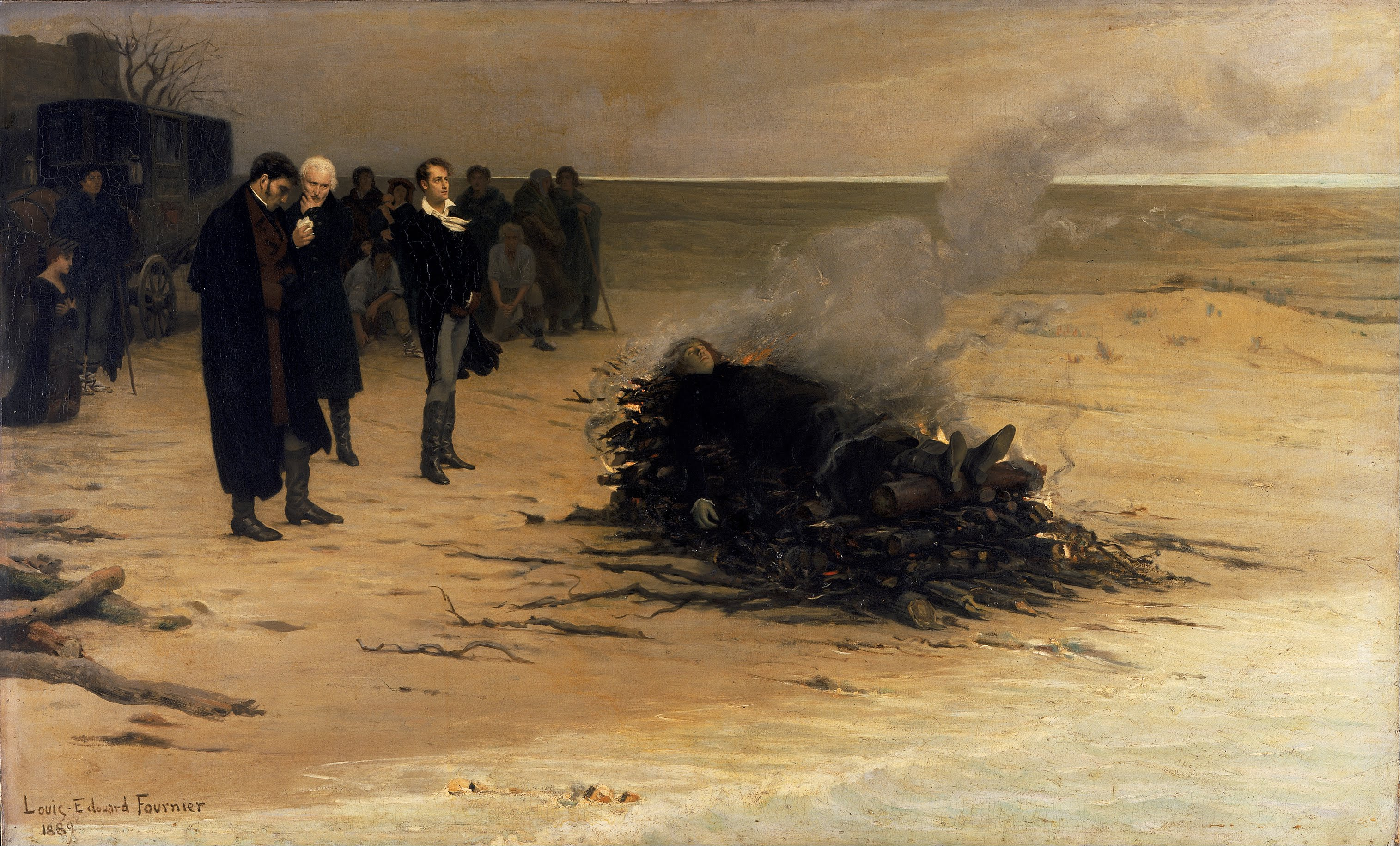
Louis Edouard Fournier - The Funeral of Shelley - Google Art Project

Under yngre järnåldern (550–1100 e.Kr.) var det vanligt i Sverige att bränna den avlidne på likbål. De brända benen samlades ihop i ett lerkärl, ofta tillsammans med personliga föremål som kammar, spännen, hängen, olika redskap och till och med vapen. Slutligen begravdes den döde, ofta tillsammans med äldre generationer på gravfält. Först vid kristendomens införande i Sverige, vid slutet av 1000-talet, infördes begravning på kyrkogårdar och likbål övergavs som en begravningsritual.
I Indien är bränning på bål fortfarande den traditionella formen för kremeringen, en person som kremerades på detta sätt var Mahatma Gandhi.

## Fotnoter
1. 1 2  David Gaunt : Familjehistoria i Norden (1983)
2. ↑  Hela världens tjuv,Ernst Nathorst-Böös, Norstedts, 1973
3. 1 2 3 4 5 6  Jan-Eric Almquist, Tidelagsbrottet – En straffrättshistorisk studie, Glerups, Lund, 1938
4. ↑  Jan Eric Almquist, Straffet för incest i Sverige under reformationstiden, Svensk juristtidning 1961
5. ↑  Wernstedt,Christofferer Wernstedt 1542–1627, Förlaget Författaren, 1929
6. ↑  Jan Eric Almquist,Straffet för incest i Sverige under reformationstiden, Svensk juristtidning 1961
7. ↑  ”Arkiverade kopian”. Arkiverad från originalet den 6 april 2014. https://web.archive.org/web/20140406102634/http://www.ulmes.se/hallges/brott.html. Läst 7 augusti 2011.
8. ↑  Jan Sundin,För Gud, Staten och Folket, Brott och Rättskipning i Sverige 1600-1840,Lund 1992
9. ↑  http://familjenbostrom.se/genealogi/norrbotten/antonius/11–100_570.htm
10. ↑  Jan Guillou, 2002 Häxornas försvarare, Piratförlaget
11. ↑  http://www.sverigesradio.se/sida/artikel.aspx?programtid=20688&artikel
12. ↑  Jarrick Arne & Söderberg Johan, 1994, Människovärdet och makten — Om civiliseringsprocessen i Stockholm 1600–1850, sid 14, Stockholms förlag
13. ↑  Stockholmare brändes på bål
14. ↑  Adolfsson Mats, När borgarna brann,Bokförlaget Natur och kultur Stockholm, 2007
15. 1 2 3  Sveriges historia, 1360-1600, 2010, Norstedts förlag
16. ↑  Stockholms tänkeböcker 1575
17. ↑  Lars Erik, Westlund (BoD Förlag 2018). Brott och straff i Värmland under 1500-talet. Läst 6 januari 2019
18. ↑  Stockholms tänkeböcker 1578-1583
19. ↑  ”Arkiverade kopian”. Arkiverad från originalet den 28 december 2018. https://web.archive.org/web/20181228101758/http://stockholmoldtown.se/. Läst 18 maj 2019.
20. ↑  http://www.eu.bibeln.se/exbiblia/ex_artikel_ arkiv.jsp?29id=29
21. 1 2  Jonas Liliequist 1992, doktorsavhandlingen brott, synd och straff, Umeå Universitet
22. ↑  https://archive.is/20120715211436/web.telia.com/u88707287/1608.htm
23. ↑  Becchius-Palmcrabtz juridiska samling, fol. 3.kap. 3, nr 5. Riksarkivet
24. ↑  http://www.lu.se/upload/Danmarksstudier/ostdanmarkboken.phf
25. ↑  http://www.skanskfrihet.org/historia/kriget/78.html
26. ↑  Heinrich Schück, Stockholm i slutet av 1400-talet
27. ↑  Stockholms tänkeböcker 1589
28. ↑  http://www.tjsf.org/bera/bohusbe4.htm Arkiverad 3 juli 2015 hämtat från the Wayback Machine. aforum.genealogy.se
29. ↑  http://www.cweden.com/genealogy/cw/p6c4e3ce9.htlm
30. ↑  ”Arkiverade kopian”. Arkiverad från originalet den 14 oktober 2010. https://web.archive.org/web/20101014034801/http://www.monaper.se/. Läst 27 januari 2012.
31. ↑  Stockholms tänkeböcker 1614
32. ↑  Lars Levander, 1933, Brottsling och bödel, Gidlunds
33. ↑  Jonas Liliequist, 1992, doktorsavhandling Brott, synd och straff, Umeå Universitet
34. ↑  ”Arkiverade kopian”. Arkiverad från originalet den 19 augusti 2010. https://web.archive.org/web/20100819180801/http://www.swe-gen.se/Smaland/VH_ting_36_74.htm. Läst 8 augusti 2011.